# Olivier Giscard d’Estaing
Olivier Anne Marie Bernard Giscard d’Estaing (ur. 30 grudnia 1927 w Paryżu, zm. 13 września 2021 w Vierzon) – francuski polityk, deputowany.

## Działalność publiczna
Był związany z politycznym ruchem Niezależnych Republikanów i od 1965 do 1977 był merem Estaing. Od 11 lipca 1968 do 1 kwietnia 1973 zasiadał w Zgromadzeniu Narodowym.
Był wnukiem Jacques’a Bardoux’a i bratem Valéry’ego.